# 齋藤朝信
齋藤朝信（1527年－1592年（生卒年有異說））是日本戰國時代武將。越後國上杉氏家臣。赤田城城主。父親是齋藤定信。兒子有齋藤昌信。官位是下野守。因為武勇而被稱為「越後的鍾馗」。

## 生平
仕於上杉謙信，在越中攻略、永祿4年（1561年）對甲斐國武田家的川中島之戰（第四次）、永祿7年（1564年）進攻下野佐野城等戰役中在各地轉戰而發揮武功。天正3年（1575年）的「上杉家軍役帳」中，負擔起217人的軍役。
受到主君謙信的絕對信賴，謙信在關東管領職的就任儀式上，與柿崎景家共同擔任太刀持的職務。平時也與柿崎景家共同擔任奉行職務，同時也是戰術家，謙信每遇強敵必定派遣朝信前往應付，因此當織田信長侵攻以及北陸方面柴田勝家入侵魚津城時，也派朝信前往迎擊。
天正6年（1578年）謙信死後，在御館之亂中支持上杉景勝，負責與武田勝賴（由本身支持上杉景虎變為支持景勝）交涉。之後，景勝在家督之爭中獲勝，1580年（天正8年）3月，主君景勝將刈羽郡等六地區以及原本景虎派的三条城主神余親綱的舊領封給朝信，其嫡子乘松丸也獲贈北条氏的舊領作為恩賞地。
不但立下許多武勳，還擔任奉行職，在内政上亦很活躍。朝信為人深具忠義、仁愛之心，深獲士兵及百姓的愛戴。
在本能寺之變後以年老為由而隱居。大約在文祿元年（1592年）左右死去。
兒子乘松丸在朝信死後改名為景信並繼任家督，進攻新發田重家時立下軍功。但因生病於1598年（慶長3年）上杉氏移封至會津時並未跟隨，選擇在越後村上隱棲，直到1643年（寬永20年）景勝之子出羽米澤藩第2代藩主上杉定勝時，才將景信之子信成從越後延攬，並給與300石，以後子孫世代均擔任米澤藩士直到幕末。